# Villalón de Campos (kommunhuvudort)
Villalón de Campos är en kommunhuvudort i Spanien.   Den ligger i provinsen Provincia de Valladolid och regionen Kastilien och Leon, i den norra delen av landet, 220 km nordväst om huvudstaden Madrid. Villalón de Campos ligger 784 meter över havet och antalet invånare är 2 051.
Terrängen runt Villalón de Campos är platt. Runt Villalón de Campos är det glesbefolkat, med 17 invånare per kvadratkilometer. Villalón de Campos är det största samhället i trakten. Trakten runt Villalón de Campos består till största delen av jordbruksmark.